# Kanton Montoir-de-Bretagne
Kanton Montoir-de-Bretagne (fr. Canton de Montoir-de-Bretagne) je francouzský kanton v departementu Loire-Atlantique v regionu Pays de la Loire. Tvoří ho čtyři obce.

## Obce kantonu
- Donges
- Montoir-de-Bretagne
- Saint-Malo-de-Guersac
- Trignac